# Коротких Микола Іванович
Микола Іванович Коротких (нар. 24 листопада 1908 (за раніше відомими даними — 1909), Київ — осінь 1942, Київ) — радянський футболіст, нападник. Офіцер НКВС.

## Біографія
Народився 24 листопада 1908 року (за раніше відомими даними — 31.01.1909) в Києві в родині робітників (батько — Іван Семенович Коротких).
У футбол грати почав у київському «Металісті».
З 1932 по 1934 року перебував у місті Іваново, де був завербований у НКВС і паралельно виступав за місцеве «Динамо».
Після цього повернувся в Київ і став виступати за «Динамо». З 1940 року і до початку німецько-радянської війни грав за київський «Рот-фронт» під керівництвом тренера Степана Синиці, колишнього динамівця.
Під час війни залишився в Києві і був учасником футбольних поєдинків в окупованому Києві в липні-серпні 1942 року в складі команди «Старт», один з яких згодом назвали «матч смерті», в цей же час за завданням радянської розвідки вів підпільну роботу в захопленому німцями Києві.
Восени 1942 року сестра Миколи видала брата нацистам, боячись, що вони самі дізнаються про його роботу в органах. 6 вересня його було заарештовано і в Коротких було знайдено фотопортрет в формі НКВС. Після цього Коротких було піддано тортурам, під час яких він помер від серцевого приступу. Як вказував син Михайла Путистіна, Владлен, Коротких був єдиним кого били у гестапо. Його було заарештовано пізніше за всіх і він, єдиний із футболістів, був членом партії, а німці комуністів одразу ставили до стінки.

## Досягнення
- Чемпіон УРСР: 1931, 1936
- Володар кубка УРСР: 1937, 1938
- Срібний призер чемпіонату СРСР: 1936 (весна)
- Бронзовий призер чемпіонату СРСР: 1937

### Індивідуальні
- Майстер спорту